# 原沙知絵
原 沙知絵（はら さちえ、1978年〈昭和53年〉5月1日 - ）は、日本の女優、元ファッションモデル。旧名、原 幸恵（読み同じ）。福岡県福岡市出身。フロスを経て、現在は研音所属。

## 経歴
鹿児島県で生まれ、福岡県福岡市で育った。小学生時代は木登りや川遊びが好きなおてんばだった。中学生時代は陸上部とバレーボール部に所属していた。芸能界デビュー前、九州朝日放送『ドォーモ』の企画「街で見かけたかわいい子」で1位に選ばれたことがある。
福岡県立糸島高等学校在学時にスカウトされてモデル「沙知絵」として活動を始めた。当時は学校の授業を最優先し週末に仕事をこなす日々を送っていた。
高校卒業後に上京し、「原沙知絵」に改名。女優として活動を開始。1996年、『エグザス』のCMでデビュー。翌年にはテレビドラマ、『ビーチボーイズ』（フジテレビ）で女優デビューした。2000年には『シンデレラは眠らない』で初主演している。
2006年、『世界ウルルン滞在記』の企画で、ドイツでホームステイ。その一家とは、その後もメールなどのやりとりをしたり、誕生日のお祝いをもらったり、反対にクリスマスプレゼントを贈ったりするなど、交流が続いている。2010年と2015年に、NHK教育『テレビでドイツ語』のナビゲーターを務めた。
2012年9月、3歳年下の男性と結婚。夫の海外勤務でオーストリアのザルツブルグで2年間生活した。

## エピソード
- 特技はピアノ。『trf』メンバーのETSU、CHIHARUとは親友で、お互いの家を行き来している。
- 『7人の女弁護士』の撮影をしている頃には、実際に地方裁判所に足を運び女性弁護士を観察し、仕草や堂々とした態度を演技に積極的に取り入れた。法律用語満載の長いセリフに四苦八苦しており、覚えきれない時は絵に描いてイメージで覚えていった。
- ドラマの撮影のために、丹波哲郎の家で丹波とダンスの練習をしたことがある。
- 『浅見光彦シリーズ』では2時間ドラマ枠で沢村一樹版・中村俊介版にそれぞれ別のマドンナ役として出演しており、『最終章』で3度目の出演となった。

## 出演

### 連続ドラマ

#### NHK
- 夢みる葡萄〜本を読む女〜（2003年10月20日 - 12月15日） - 仲川艶子 役（第3話 - 11話）
- オーダーメイド〜幸せ色の紳士服店〜（2004年12月6日・13日） - 幸子 役（第2・3話）
- ちりとてちん（2007年10月1日 - 2008年3月29日） - 緒方（和田）奈津子 役
- 足尾から来た女 後編（2014年1月25日） - 与謝野晶子 役
- 我らがパラダイス（2023年1月8日- 3月12日、NHK BSプレミアム・BS4K）[5]

#### 日本テレビ
- シンデレラは眠らない（読売テレビ、2000年1月10日 - 3月6日） - 橋本（剛）瑤子 役【初主演】
- 女王の教室（2005年7月2日 - 9月17日） - 天童しおり 役

#### TBS
- to Heart 〜恋して死にたい〜（1999年7月2日 - 9月17日） - 佐倉かおり 役
- 白い影（2001年1月14日 - 3月18日・2003年1月2日） - 行田三樹子 役
- 世界で一番熱い夏（2001年7月6日 - 9月14日） - 榎本涼子 役
- しあわせのシッポ（2002年4月11日 - 6月27日） - 茅野笙子 役
- 浅見光彦〜最終章〜（2009年10月21日 - 12月16日） - 吉田須美子 役
- 赤かぶ検事 京都篇（2010年1月13日 - 3月10日） - 行天燎子 役
- 表参道高校合唱部!（2015年7月17日 - 9月25日） - 谷薫 役

#### フジテレビ
- ビーチボーイズ（1997年7月7日 - 9月22日） - 寺尾はづき 役
- イヴ（1997年10月16日 - 12月18日） - 下村貴久子 役
- WITH LOVE（1998年4月14日 - 6月30日） - 中島みどり 役
- 世界で一番パパが好き（1998年7月8日 - 9月23日） - 根岸小百合 役
- ソムリエ（関西テレビ、1998年10月13日 - 12月22日） - 宮前香織 役
- お水の花道シリーズ - 田中麻弥 役
  - お水の花道（1999年1月6日 - 3月24日）
  - 新・お水の花道（2001年4月10日 - 6月26日）
- OUT〜妻たちの犯罪〜（1999年10月12日 - 12月21日） - 山本弥生 役
- 愛をください（2000年7月5日 - 9月20日） - 進藤未明 役
- ダイヤモンドガール（2003年4月9日 - 6月25日） - 園田詩織 役
- WATER BOYS2 第10・11・12話（2004年9月7日・14日・21日） - 芦川貴和子 役
- TWO WEEKS（2019年7月16日 - 9月17日） - 小池夏美 役
- あたりのキッチン!（2023年10月14日 - 12月23日） - 辺明美 役[6][7]
- おいハンサム!!2 最終話（東海テレビ、2024年5月25日） - 市島 役[8]

#### テレビ朝日
- 嫉妬の香り 第6話～（2001年11月16日 - 12月21日） - 萩原智恵子 役
- 逮捕しちゃうぞ（2002年10月17日 - 12月12日） - 小早川美幸 役【伊東美咲とW主演】
- 電池が切れるまで（2004年4月22日 - 6月24日） - 水島若葉 役
- 7人の女弁護士シリーズ - 飯島妙子 役
  - 7人の女弁護士（2006年4月13日 - 6月8日）
  - 7人の女弁護士2（2008年4月10日 - 6月19日）
- ギラギラ（朝日放送共同制作、2008年10月17日 - 12月5日） - 七瀬桃子 役
- 警視庁捜査一課9係・特捜9シリーズ - 早瀬川真澄 役
  - 新・警視庁捜査一課9係（2009年7月1日 - 9月16日）
  - 新・警視庁捜査一課9係 season2（2010年6月30日 - 9月15日）
  - 新・警視庁捜査一課9係 season3（2011年7月6日 - 9月14日）
  - 警視庁捜査一課9係 season7（2012年7月4日 - 9月5日）
  - 警視庁捜査一課9係 season8（2013年7月10日 - 9月11日）
  - 警視庁捜査一課9係 season9（2014年7月9日 - 9月10日）
  - ドラマスペシャル警視庁捜査一課9係（2014年10月5日）
  - 警視庁捜査一課9係 season10（2015年4月22日 - 7月1日）
  - 警視庁捜査一課9係 season11（2016年4月6日 - 6月15日）
  - 警視庁捜査一課9係 season12（2017年4月12日 - 6月7日）
  - 特捜9（2018年4月11日 - 6月13日）
  - 特捜9 スペシャル（2019年4月7日）
  - 特捜9 season2（2019年4月10日 - 6月26日）
  - 特捜9 season3（2020年4月8日 - 7月22日）
  - 特捜9 season4（2021年4月7日 - 6月30日）
  - 特捜9 season5（2022年4月6日 - 6月22日）[9]
  - 特捜9 season7（2024年4月3日 - 6月5日）[10]
  - 特捜9 final season（2025年4月9日 - 6月11日）[11]
- 女帝 薫子（2010年4月25日 - 6月13日） - 百合ママ 役
- 妄想捜査〜桑潟幸一准教授のスタイリッシュな生活 第8話（2012年3月18日） - 雨宮千佳 役

#### テレビ東京
- 女ともだち（2020年4月12日（11日深夜） - 7月26日（25日深夜）） - 主演・乾セツ 役[12]

### 単発ドラマ・ゲスト出演

#### NHK
- 介護エトワール（2006年9月18日） - 馬場陽子 役【主演】
- 最後の戦犯（2008年12月7日） - 吉村静子 役

#### 日本テレビ
- ヒットメーカー 阿久悠物語（2008年8月1日） - 女性担当者 役
- らんぼう（2006年1月17日） - 渡辺可奈 役

#### TBS
- 浅見光彦シリーズ17 鬼首殺人事件（2002年9月23日） - 松島珠里 役
- ざこ検事 潮貞志の事件簿3（2005年9月12日） - 堀部由佳 役
- 弁護士二重丸承子 赤い不在証明（2005年11月14日） - 水村早苗 役
- 赤かぶ検事奮戦記シリーズ - 行天燎子 役
  - 赤かぶ検事奮戦記 京都転勤篇 悪夢の女相続人（2009年5月11日）
  - 赤かぶ検事奮戦記 京都転勤篇2 悪女の証言（2010年10月18日）
  - 赤かぶ検事奮戦記 京都転勤篇3（2011年11月14日）
  - 赤かぶ検事奮戦記 京都転勤篇4（2012年12月10日）
- 守護神・ボディーガード 進藤輝（2012年6月11日） - 南七海 役

#### フジテレビ
- 踊る大捜査線シリーズ - 美香 役
  - 踊る大捜査線 歳末特別警戒スペシャル（1997年12月30日）
  - 湾岸署婦警物語 初夏の交通安全スペシャル（1998年6月19日）
- スチュワーデス刑事6（2002年1月11日） - 麻弥 役
- 白線流しシリーズ - 芳川美里 役
  - 白線流し 〜二十五歳（2003年9月6日）
  - 白線流し・最終章 〜夢見る頃を過ぎても（2005年10月7日）
- 津軽海峡ミステリー航路5（2006年2月10日） - 緒川いづみ 役
- 浅見光彦シリーズ23 日光殺人事件（2006年4月7日） - 智秋朝子 役
- 佐賀のがばいばあちゃんシリーズ - 徳永喜佐子 役
  - 佐賀のがばいばあちゃん（2007年1月4日）
  - 佐賀のがばいばあちゃん2（2010年2月20日）
- 所轄刑事4〜罠にはまった生活安全課〜（2008年8月1日） - 溝口直子 役
- ヤバい検事 矢場健〜ヤバケンの暴走捜査〜シリーズ - 如月彩 役
  - ヤバい検事 矢場健〜ヤバケンの暴走捜査〜（2012年2月24日）
  - ヤバい検事 矢場健〜ヤバケンの暴走捜査〜2（2013年1月25日）
- dinner（2013年2月10日） - 江崎真理 役

#### テレビ朝日
- 相棒 Season4（2006年2月8日） - 杉下花 役　（16話）
- 一生忘れない物語 「永遠にともに」（2006年9月30日） - 谷口まどか 役【主演】
- 必殺仕事人2007（2007年7月7日、朝日放送テレビ共同制作） - 薫 役
- 松本清張 点と線（2007年11月24日・25日） - お時（桑山秀子） 役
- おみやさん 第6シリーズ（2008年10月16日） - 市原のぞみ 役　（1話）
- 交渉人スペシャル（2009年2月28日） - 野崎夏乃 役
- お母さんの最後の一日（2010年9月11日） - 橘看護師 役
- 告発〜国選弁護人（2011年1月27日） - 吉崎文香 役
- 妄想捜査〜桑潟幸一准教授のスタイリッシュな生活（2012年3月18日） - 雨宮千佳 役
- 特捜最前線2013〜7頭の警察犬（2013年9月29日） - 朝水彩栞 役
- 土曜ワイド劇場
  - 火の粉（2005年2月19日） - 梶間雪見 役【2時間ドラマ初主演】
  - 終着駅の牛尾刑事VS事件記者冴子 森村誠一の完全犯罪の使者（2010年12月18日） - 山原知子 役
  - タクシードライバーの推理日誌26 東京〜京都・琵琶湖、土地鑑のある乗客（2010年1月23日） - 町田恵美子 役
  - 再捜査刑事・片岡悠介シリーズ - 奥村澪 役（第2作 - ）
  - 森村誠一の棟居刑事5 目撃美女は二度死ぬ?（2011年7月30日） - 北里絵梨子 役
  - 100の資格を持つ女〜ふたりのバツイチ殺人捜査〜5 江ノ島・老舗旅館の壮絶家督争い!（2011年10月15日） - 三沢友紀 役
  - おとり捜査官・北見志穂17 右手を挙げた美女連続殺人・最強の知能犯蟻食いと対決!（2013年6月8日） - 奥山奈緒子 役
  - 西村京太郎トラベルミステリー61 越後・会津殺人ルート〜必ず相席する女!?（2014年3月22日） - 川合ひろみ 役
- 二夜連続ドラマスペシャル アガサ・クリスティ「パディントン発4時50分～寝台特急殺人事件～」（2018年3月24日） - 富沢惠子 役
- テレビ朝日開局60周年記念2夜連続ドラマスペシャル 逃亡者（2020年12月5日・6日） - 柏木弥生 役
- 欠点だらけの刑事（2021年9月22日） - 長谷川凛子 役
- マイダイアリー 第3話（2024年11月10日、朝日放送テレビ） - 白石りさ子 役[13]

#### テレビ東京
- さすらい署長 風間昭平6 さぬき・金毘羅殺人事件（2007年4月4日） - 豊村舞子 役
- 監察医・篠宮葉月 死体は語る13 0.5ミリの傷痕!事故か殺人か?（2013年6月19日） - 菊地真理子 役
- 孤独のグルメ Season9 第3話 （2021年7月24日） - 大使館職員 役

#### WOWOW
- 神様からひと言（2006年12月24日） - 宍戸由里 役
- 都市伝説セピア「死者恋」（2009年7月26日） - 久美子 役

#### 時代劇専門チャンネル
- 鬼平犯科帳 本所・桜屋敷（2024年1月8日） - おふさ 役[14]

### バラエティ番組
- 恋愛マスター（TBS、2002年10月 - 2003年3月）
- くりぃむクイズ ミラクル9（テレビ朝日、2013年7月3日） - 解答者として出演。
- 千原ジュニアのヘベレケ（東海テレビ、2023年11月10日・17日、12月1日）
- カズレーザーと学ぶ。（日本テレビ、2025年6月3日）

### 教養番組
- これが世界の王室だ!! イギリス（テレビ朝日）
- ミューズの微笑み（NHK教育、2008年10月4日・10月25日・11月15日・12月13日）
- 光の偉人 陰の偉人（NHK-BS2、2010年9月26日）
- ワンダー×ワンダースペシャル「マヤ文明 暦の謎を解け」（NHK総合、2011年11月3日） - 旅人
- 歴史秘話ヒストリア（NHK総合、2011年11月30日） - 与謝野晶子 役
- 美の壺スペシャル「日本庭園」（NHK総合、2012年1月1日）
- なおみ農園（BS日本、2025年7月3日） - ナレーション

### 紀行番組
- 世界ウルルン滞在記（毎日放送、ベトナム編（1999年9月5日）、ドイツ編（2006年2月26日））
- お願い!私を癒して…女3人おいしいフランス大暴走!（テレビ朝日、2000年12月3日）
- 初夢紀行2001 虹のハッピーハワイ!（テレビ朝日、2001年1月3日）
- サウンドマーク・スペシャル「長嶋茂雄&原沙知絵の上海!極上の癒やし旅」（TBSテレビ、2004年1月3日）
- 関口宏の日本を探しにいこう（TBSテレビ、2006年12月6日）
- ピュアな地球を感じたい!ペンギンの楽園ニュージーランドでスローライフ発見の旅（BS朝日、2007年1月21日）
- 生活ほっとモーニング「発見!とっておきの旅 原沙知絵さんと行く 水の都大阪の旅」（NHK総合、2009年7月9日）
- トルコ航空スペシャル 東西の交差点・トルコ（BS朝日、2010年1月24日） - 旅人
- 都のかほりスペシャル（テレビ朝日、2011年1月29日・9月10日・2012年4月14日） - 旅人
- こんなステキなにっぽんが「川面に映す江戸の粋～東京都新宿区～」（NHK BSプレミアム、2011年11月27日）
- 宿坊「原沙知絵～埼玉・大陽寺～」（NHK BSプレミアム、2012年6月12日）
- 絶景・世界自然7ワンダーズ「インドネシア・コモド島／フローレス島」（BS日テレ、2012年6月16日・23日） - 旅人
- 豪華列車で旅する九州・美しの国（NHK BSプレミアム、2013年11月16日）[15] - 旅人
- ヨーロッパ水風景「ノルウェー〜フィンランド オーロラの旅」（BSジャパン、2014年2月23日（前編）・3月2日（後編）） - 旅人
- 有田焼400年『世界を魅了する日本の美〜柿右衛門　そして未来へ〜』（NHK、2016年11月23日）
- LOVE カナダ〜笑顔を探す旅〜（BS12、2017年3月12日 - 全6回）- ナレーション（第一シリーズ）
  - 第二シリーズはカナダの人気の三都市を旅人として出演。

### 語学番組
- テレビでドイツ語（NHK教育、2010年4月 - 2010年9月・2011年10月 - 2012年3月）

### CM
- 花王
- エグザス
- キリンビバレッジ
- 資生堂
- 大塚製薬
- アラガン
- ミツカン
- サントリー
- ライオン
- ブラザー工業
- トータルハウジング
- サークルK
- アサヒフードアンドヘルスケア
- セキスイハイム
- NTT東日本
- 横浜ベイシェラトン ホテル&タワーズ
- 大正製薬
- エスビー食品

### 映画
- LOVE SONG（2001年） - 千枝 役
- メールで届いた物語 やさしくなれたら…（2005年公開） - 千尋、栗田美紀（二役） 役
- いらっしゃいませ、患者さま。（2005年） - 長内和実 役
- HINOKIO（2005年） - 風吹夏子 役
- 蟬しぐれ（2005年） - 矢田淑江 役
- まだまだあぶない刑事（2005年） - 美咲涼子 役
- 時をかける少女（2006年） - 芳山和子 役[16]（声の出演）
- スマイル 聖夜の奇跡（2007年） - 女優 役（友情出演）
- ポストマン（2008年） - 塚原奈桜子 役
- 60歳のラブレター（2009年） - 根本夏美 役

### ラジオ
- DOCOMO シーソーメール〜SHE SAW MAIL〜シーズン6（TOKYO-FM、2011年1月） - 若林さくら 役

### webドラマ
- 今夜＠青デニ、婚活ノート（2011年10月 - 12月） - 里中尚美 役【主演】